# Salijci
Salijci (nemško Salier) so bili dinastija v visokem srednjem veku, ki je dala štiri nemške kralje (1024–1125), znana tudi kot Frankovska dinastija po družinskem izvoru in vlogi vojvod Frankonije. Vsi njihovi kralji so se okronali tudi za svete rimske cesarje (1027–1125). Izraz "Salijci" se v Svetem rimskem cesarstvu v tistem času uporablja tudi v drugem pomenu.
Po smrti zadnjega Sasa iz Otonske dinastije leta 1024 je bil prvi izvoljen nemški kralj, nato pa tri leta pozneje 26. marca 1027 kronan za svetega rimskega cesarja. Tako sta oba naslova združena v prvem monarhu iz dinastije Salijcev, Konradu II., ki je bil edini sin grofa Henrika iz Speyerja in Adelajde Alzaške (obe ozemlji sta bili takrat v Frankoniji).
Štirje kralji salijske dinastije: Konrad II., Henrik III., Henrik IV. in Henrik V. so vladali Svetemu rimskemu cesarstvu od leta 1027 do 1125 in utrdili svojo monarhijo kot glavno evropsko silo. Dosegli so razvoj stalnega upravnega sistema, ki je temeljil na vrsti javnih uslužbencev, odgovornih kroni.

## Izvor
Werner iz Wormsa in njegov sin vojvoda Konrad Rdeči iz Lorene, ki je umrl leta 955, sta ustanovitelja prednikov dinastije. Konrad Rdeči je bil poročen z Liutgardo, hčerjo cesarja Otona I., njegov sin Oto I., koroški vojvoda, je vladal Koroški od 978 do 1004.
Vojvoda Oto je imel tri sinove: Bruna, ki je postal papež Gregor V., Konrada in Henrika, grofa v Speyerju. Henrik je bil oče prvega salijskega cesarja Konrada II.
Papež Leon IX. (od 1049 do 1054) je imel tudi družinske vezi z dinastijo, saj je bil njegov ded Hugo III. brat Adelajde, babice Henrika III.
Verjetno je ime izvorno povezano z Merovingom Klodvikom I. in njegovim zakonom, ki je bil sprejet, Lex Salica (Salijski zakonik). Kmalu so salicus razumeli kot frankovsko. Po kronistu Ottu iz Freisinga so se glavni Franki imenovali Salijci. Vzdevek se je prvič pojavil z dinastičnim začetkom v 12. stoletju kot rex salicus ali reges salici v kroniki Ekkeharda iz Aura, v poznem srednjem veku je bila to oznaka za dinastijo. Ime se nanaša samo na Konrada II. in njegove potomce. 

## Vladanje v Svetem rimskem cesarstvu
Po smrti zadnjega saškega cesarja Henrika II. je bil z večino glasov volilnih knezov izvoljen prvi Salijec regent Konrad II. in bil 8. septembra 1024 v Mainzu okronan za nemškega kralja. V začetku leta 1026 je Konrad odšel v Milano, kjer ga je Ariberto, milanski nadškof, okronal za kralja Italije. Ko je Rudolf III., kralj Burgundije, leta 1032 umrl, je Konrad II. zahteval tudi to kraljestvo na podlagi dedovanja Henrika II., ki ga je izsilil leta 1006. Kljub nasprotovanju so se burgundski in provansalski plemiči poklonili Konradu v Zürichu leta 1034. Tako je Burgundija postala znana kot Kraljevina Arles pod Konradovimi nasledniki.
Že leta 1028 je bil izvoljen sin Konrada II. Henrik III. in je postal kralj Nemčije. Pravica do položaja je pri Henriku povzročila pretiravanje prej neznanega verskega vladarja. Stolnica v Speyerju je bila razširjena, da bi postala največja cerkev v zahodnem krščanstvu. Henrikovo pojmovanje zakonite moči kraljevskega položaja v vojvodinah je bilo uspešno proti vojvodom in s tem je bil zagotovljen kraljevski nadzor. Toda v Loreni je to povzročilo večletni spor, a Henrik je zmagal. Tudi v južni Nemčiji je v letih 1052–1055 nastala močna opozicijska skupina. Leta 1046 je Henrik končal papeški razkol, papež ni bil več odvisen od rimskega plemstva, in utemeljil splošno pristojnost. Njegova zgodnja smrt leta 1056 je dolgo časa veljala za veliko nesrečo v cesarstvu.
Zgodnji Salijci so bili uspešni v glavnem zaradi povezave s cerkvijo, politike, ki jo je začel Oto I., ki jim je dala materialno pomoč, potrebno za pokoritev upornih vojvod. Sčasoma je cerkev to obžalovala. Leta 1075 se je zavezništvo pretrgalo, kar je znano kot investiturni boj (ali investiturno tekmovanje). Papež Gregor VII. je zahteval, da se Henrik IV. sveti rimski cesar odpove svoji pravici do Cerkve v Nemčiji. Papež je napadel tudi zasnovo monarhije in božanske pravice, podprlo ga je nemško plemstvo, saj mu je bilo všeč omejevanje cesarskega absolutizma. Pomembnejše je, da je papež z grožnjo izobčenja cerkvenim uradnikom prepovedal pomoč Henriku, kot je bilo prej. Leta 1077 je Henrik IV. odpotoval v Canosso v severno Italijo zaradi pokore in da bi prejel odvezo papeža. Toda laična investitura (verske uradnike je imenovala civilna oblast) se je nadaljevala in leta 1080 je bil izvoljen protipapež Klemen III.
Monarhov spor s papežem je povzročil vojno, ki je pustošila po Svetem rimskem cesarstvu od leta 1077 do konkordata v Wormsu leta 1122. Vladavina zadnjega vladarja Salijcev, Henrika V., se ujema z zadnjo stopnjo velikega investiturnega boja, ki je povzročil razdor med papežem in cesarjem. S konkordatom v Wormsu se je Henrik V. vdal zahtevam druge generacije gregorijanskih reformatorjev. Ta sporazum je določal, da bo papež imenoval visoke cerkvene uradnike, vendar pa je imel nemški kralj pravico do veta. Cesarjev nadzor v Italiji se je za nekaj časa izgubil in cesarska krona je postala odvisna od politične podpore konkurenčnih aristokratskih skupin. Močni lokalni voditelji, ki so pridobili obsežna ozemlja in imeli veliko vojaško spremstvo, so prevzeli upravo na svojem ozemlju in jo organizirali v veliko gradovih. Najmočnejši lokalni vladarji so se imenovali knezi namesto vojvode.
V skladu z zakoni fevdalnega sistema Svetega rimskega cesarstva kralj ni imel pravice do terjatev vazalov drugih knezov, ampak le za tiste, ki so živeli na ozemlju njegove družine. Pomanjkanje podpore nekdanjih neodvisnih vazalov in naraščajoča sovražnost Cerkve je monarhijo oslabila in je zato izgubila svojo premoč. Investiturni boj je okrepil lokalno oblast v Svetem rimskem cesarstvu, nasprotno kot v Franciji in Angliji, kjer se je centralizirana kraljeva moč povečala. Investiturni boj je imel še dodaten učinek. Dolg boj med cesarjem in papežem je vplival na intelektualno življenje, ki je bilo v tem obdobju omejeno na samostane, saj imperij ni več vodil ali celo dohajal razvoja dogodkov v Franciji in Italiji. V Svetem rimskem cesarstvu do 14. stoletja ni bila ustanovljena nobena univerza.
Prvi staufovski kralj Konrad III. je bil vnuk Salijca Henrika IV., svetega rimskega cesarja. (Agneza, hči Henrika IV. in sestra Henrika V., je bila dedinja zemljišč Salijcev: njen prvi zakon je združil kraljevo in cesarsko dinastijo, njen drugi zakon pa z Babenberžani iz vojvodine Avstrije, ki so imeli naslov privilegium minus).

## Pomembni Salijci
- Werner I. (prefekt vzhodnih dežel)
- Werner IV. (grof v Wormsgauu)
- Werner V. (grof v Speyerju in Wormsgauu okoli 935)
- Konrad, vojvoda Lorene (944–953, umrl v bitki pri Lechfeldu leta 955)
- Oto (koroški vojvoda 978–983 in 995–1004)
- Henrik (grof v Wormsgauu do 990/1000)
- Bruno (kot papež Gregor V. 996–999)
- Viljem (škof Strasbourga 1028/1029–1047)
- Konrad I. Koroški (koroški vojvoda od 1004 do 1011)
- Konrad II. (rimsko-nemški kralj od 1024, cesar 1027–1039)
- Konrad II. mlajši Koroški (koroški vojvoda od 1036 do 1039)
- Bruno iz Würzburga (škof v Würzburgu 1034–1045)
- Henrik III. (rimsko-nemško sodelovanje, regent od 1028, kralj od 1039, cesar 1046–1056)
- Henrik IV. (rimsko-nemški kralj od 1056, cesar 1084–1106)
- Konrad Bavarski (vojvoda Bavarske od 1054 do 1055)
- Konrad (rimsko-nemško sokralj od 1087 do 1098)
- Henrik V. (rimsko-nemški kralj od 1098, cesar 1111–1125)